# Solveig Klaßen
Solveig Klaßen (* 1969 in Heide/Holstein) ist eine deutsche Drehbuchautorin und Regisseurin.

## Leben
Solveig Klaßen reiste nach Ablegung des Abiturs im Jahr 1988 am Ludwigsgymnasium in München mit dem Filmpoeten Ted Joans durch Afrika und Nordamerika. Sie lebte in Paris und absolvierte von 1992 bis 2000 ein Regiestudium an der Deutschen Film- und Fernsehakademie Berlin. Ihr Abschlussfilm war der Kinodokumentarfilm Jenseits von Tibet. Er hatte seine Uraufführung auf dem Internationalen Dokumentarfilmfest Amsterdam und wurde dort für den Joris Ivens Award nominiert. Andere Auszeichnungen waren der „Junge Löwe“ – bayrischer Dokumentarfilmpreis 2000 und der Preis der Jugendjury auf dem Internationalen Dokumentarfilmfest Leipzig.
Von 2001 bis 2003 ging Klaßen mit einem Stipendium des DAAD für ein Postgraduiertenstudium  an die Filmakademie Peking, China. Mit Katharina Schneider-Roos drehte und produzierte sie den Dokumentarfilm My Camera Doesn’t Lie über chinesische „Untergrund“-Regisseure der 6. Generation, der im FORUM der Berlinale 2003 seine Uraufführung feierte und auf vielen Festivals gezeigt wurde.
Seit 2004 arbeitet Klaßen als künstlerisch-wissenschaftliche Mitarbeiterin an der Kunsthochschule für Medien Köln im Bereich Film und Fernsehen. Sie ist dort Prorektorin für Lehre und Studium.
Daneben hat Klaßen weitere lange Dokumentarfilme realisiert.

## Auszeichnungen (Auswahl)
- 2000: Bayerischer Dokumentarfilmpreis „Der junge Löwe“ für Jenseits von Tibet
- 2000: Preis der Jugendjury, Int. Leipziger Festival für Dokumentar- und Animationsfilm für Jenseits von Tibet
- 2000: Förderpreis HFF Potsdam

## Filmografie
- 1994: Johanna, (Kurzspielfilm, Buch und Regie)
- 2000: Jenseits von Tibet (Dokumentarfilm, Buch und Regie)
- 2001: Mein Vater, seine Familie und ich (Dokumentarfilm, Buch und Regie)
- 2003: My Camera Doesn’t Lie (Dokumentarfilm, Buch und Regie)
- 2005: Silver Girls (fünfteilige Doku-Serie, Koregie mit Alice Agneskirchner)
- 2008: Qi – auf den Spuren chinesischer Heilkunst (Dokumentarfilm, Buch und Regie)
- 2011: Yoga! L’art du vivre (Dokumentarfilm, Buch, Regie und Schnitt)